# Jack Kemp
Jack French Kemp (Los Angeles (Californië), 13 juli 1935 - Bethesda (Maryland), 2 mei 2009) was een Amerikaanse politicus en voormalig Americanfootballspeler.

## Loopbaan
Kemp trouwde in 1958 met zijn schoolvriendin Joanne Main. Hij was in de jaren zestig als quarterback beroepsfootballspeler, en ook allebei zijn zonen Jeff en Jimmy kozen later voor die carrière.
Jack Kemp was van 1971 tot 1989 lid van het Huis van Afgevaardigden voor New York en van 1989 tot 1993 minister van Volkshuisvesting en Stedelijke Ontwikkeling onder president George H.W. Bush. In 1988 deed hij een gooi naar het presidentschap, maar hij legde het af tegen de republikeinse kandidaten Bush, Dole en Robertson. Tijdens de Verkiezingen van 1996 was hij de running mate van de Republikeinse kandidaat Bob Dole, maar verloor de verkiezingen van Bill Clinton en Al Gore.

## Bleeding heart conservative
Een van Kemps bekendste politieke uitspraken refereerde aan zijn sportverleden: '...a distinction should be made that football is democratic capitalism, whereas soccer is a European socialist sport'. Hij was van oordeel dat voetbal een belangrijke functie miste, de quarterback als spelverdeler. Later kwam hij ietwat terug op zijn negatieve houding ten opzichte van de 'Europese socialistische sport'. Samen met voetbalfanaat Henry Kissinger woonde hij het Wereldkampioenschap voetbal 1994 bij, en in 2006 schreef hij dat voetbal 'can be interesting to watch but is still a boring game'.
Kemp was een voorstander van belastingverlaging en van aanbodeconomie, beter bekend als 'Reaganomics'. Hij was tegen legalisering van abortus, maar verder, als 'bleeding heart conservative', sociaal iets minder behoudend dan sommigen van zijn partijgenoten. Weliswaar vond hij dat homoseksuelen niet voor de klas zouden mogen staan, maar hij gunde ze wel hun burgerrechten. Ook had hij een minder behoudend standpunt met betrekking tot immigratie: 'Immigrants are a blessing, not a curse', was zijn houding. Hij pleitte voor de instelling van een Martin Luther Kingdag als nationale feestdag.
Jack Kemp overleed op 2 mei 2009 op 73-jarige leeftijd aan de gevolgen van kanker.
- Gemeinsame Normdatei: 111073103
- International Standard Name Identifier: 0000 0001 1667 3574
- Library of Congress Control Number: n84148192
- National Archives and Records Administration: 10569697
- Nederlandse Thesaurus van Auteursnamen: 072621702
- SNAC: w64v8mtx
- Système universitaire de documentation: 07932990X
- Biographical Directory of the United States Congress: K000086
- Virtual International Authority File: 70335486
- WorldCat: E39PBJhmG8YWkkPCC9CVbjc9Dq